# Jamundí
Jamundí ist eine Gemeinde (Municipio) im Departamento Valle del Cauca in Kolumbien. Jamundí grenzt direkt südlich an Cali, die Hauptstadt des Departamentos, und ist Teil der inoffiziellen Metropolregion Cali.

## Geographie
Jamundí liegt in der Subregion Sur in Valle del Cauca am linken Ufer des Río Cauca zwischen der Westkordillere der Anden und dem Naturpark Farallones de Cali. An die Gemeinde grenzen im Norden an Cali, im Osten an Puerto Tejada und Villa Rica im Departamento del Cauca, im Süden an Buenos Aires und Santander de Quilichao in Cauca und im Westen an Buenaventura.

## Bevölkerung
Die Gemeinde Jamundí hat 129.877 Einwohner, von denen 88.633 im städtischen Teil (cabecera municipal) der Gemeinde leben. In der Metropolregion leben 3.151.710 Einwohner (Stand: 2019).

## Geschichte
Jamundí wurde am 23. März 1536 durch Pedro de Añazco und Juan de Ampudia gegründet.

## Wirtschaft
Die wichtigsten Wirtschaftszweige von Jamundí sind Landwirtschaft (Anbau von Zuckerrohr, Reis, Zitrusfrüchte, Bananen und Kaffee), Bergbau (Kohle und Baumaterial), Tourismus und Handel.

## Sport
Der Zweitligist Dépor FC war von 2006 bis 2008 in Jamundí ansässig und trug seine Heimspiele im Estadio Cacique de Jamundí aus. 2009 zog der Verein nach Cali um. 

## Söhne und Töchter der Stadt
- Luis Antonio Moreno (* 1970), Fußballspieler
- Rosibel García (* 1981), Mittelstreckenläuferin
- Yuri Alvear (* 1986), Judoka
- Jorelyn Carabalí (* 1997), Fußballspielerin